# 저우슈나
저우슈나(중국어: 周秀娜 1985년 ~)는 중화인민공화국 출신의 영화 배우, 모델이다.

## 출연 작품
- 나의 서른에게 - 임약군 역
- 허스밴드 킬러
- 엽문 외전